# Hymenorchis serrulata
Hymenorchis serrulata là một loài thực vật có hoa trong họ Lan. Loài này được (N.Hallé) Garay mô tả khoa học đầu tiên năm 1985.